# Jim Peters
Jim Peters (eigentlich James Henry Peters; * 24. Oktober 1918 in Homerton, London Borough of Hackney; † 9. Januar 1999 in Thorpe Bay, Southend-on-Sea) war ein britischer Langstreckenläufer. Er ging in die Geschichte ein als Erster, der einen Marathon in weniger als 2 Stunden und 20 Minuten zurücklegte.

## Leben
Peters wuchs in Becontree auf und spielte Cricket und Fußball, bevor er sich der Leichtathletik zuwandte. Im Zweiten Weltkrieg diente er im Royal Army Medical Corps. 1946 wurde er englischer Meister über sechs Meilen (9656 m), und bei den Olympischen Spielen 1948 in London wurde er Achter im 10.000-Meter-Lauf. Da er mit diesem Resultat nicht zufrieden war (er wurde vom Sieger Emil Zatopek überrundet), erwog er, seine Karriere zu beenden, wurde jedoch von seinem Trainer Jimmy Johnston überredet, auf die Marathondistanz zu wechseln.
1951 gewann er bei seinem Debüt den Polytechnic Marathon in 2:29:24 h und war damit der viertschnellste Läufer des Jahres. Im Jahr darauf stellte er an selber Stelle mit 2:20:42,2 eine Weltbestzeit auf. Beim Marathon der Olympischen Spiele in Helsinki schlug er von Beginn an ein extrem hohes Tempo ein, legte die ersten 10 km in 31:55 min zurück und führte mit 16 Sekunden vor Gustaf Jansson und Emil Zátopek. Kurz vor km 20 holten Jansson und Zátopek Peters ein, und angeblich soll Zátopek (der seinen ersten Marathon überhaupt lief) Peters gefragt haben, ob das Tempo zu schnell sei. Obwohl Peters an der Grenze seiner Leistungsfähigkeit lief, verneinte er – musste aber kurz darauf den Tschechen und den Schweden ziehen lassen, als diese das Tempo verschärften. Bei km 30 hatte Peters über eine Minute Rückstand auf Zátopek, hielt sich aber immer noch auf dem Bronzerang. Dann aber musste er mit starken Krämpfen im linken Bein aufgeben.
1953 lief er die vier schnellsten Zeiten des Jahres: Mit 2:18:40,4 brach er beim Polytechnic-Marathon als erster Läufer überhaupt die 2:20-h-Marke, danach wurde er in 2:22:29 h zum dritten Mal in Folge englischer Meister im Marathon, verbesserte in Turku seinen Rekord auf 2:18:34,8 h und blieb beim Enschede-Marathon mit 2:19:22 h als erster Läufer auf einer Wendepunktstrecke unter 2:20 (seine zuvor erzielten Zeiten wurden auf Punkt-zu-Punkt-Kursen aufgestellt).
Nachdem er 1954 Zweiter beim Boston-Marathon geworden war und beim Polytechnic-Marathon mit 2:17:39,4 seine vierte Weltbestzeit aufgestellt hatte (gleichzeitig sein vierter englischer Meistertitel im Marathon), startete er bei den British Empire and Commonwealth Games in Vancouver. Zunächst gewann er über sechs Meilen Bronze. Der Marathon dieser Spiele fand an einem schwülheißen Tag statt, und von 16 Läufern erreichten nur sechs das Ziel. Peters gehörte nicht zu ihnen, obwohl er das Stadion mit 17 Minuten Vorsprung erreicht hatte. Völlig dehydratisiert fiel er ein ums andere Mal hin, krabbelte auf allen vieren und brach schließlich 200 Meter vor dem Ziel zusammen. Er wurde in ein Krankenhaus gebracht, wo er die nächsten sieben Stunden in einem Sauerstoffzelt mit Infusionen behandelt wurde.
Auf ärztlichen Rat hin beendete Peters daraufhin seine sportliche Karriere und ließ sich in der Grafschaft Essex als Optiker nieder. Peters war nie Profi und trainierte immer neben der Vollzeitarbeit. Er blieb auch weiterhin seinem Verein Essex Beagles verbunden. Peters war verheiratet und hatte zwei Kinder. Die letzten sechs Jahre seines Lebens kämpfte er gegen eine Krebserkrankung, die zu seinem Tode führte.

## Das Training
Bis 1948 trainierte Peters ganz überwiegend auf der Bahn und selten länger oder schneller als im Wettkampf. Nach den Olympischen Spielen 1948 begann er sich ausschließlich auf den Marathon vorzubereiten. Im Rahmen eines langfristigen Planes lief er jedes Jahr mehr und baute zusätzlich mehr schnelle Elemente in Intervallform ein. Erst mit 1952 begann er zweimal am Tag zu trainieren (10 km in der Mittagspause; 13 – 26 km am Abend) und erreichte so Wochenleistungen von mehr als 100 Meilen (=160 km). Seine Traningsempfehlungen sorgten dafür, dass in England schon lange vor den Innovationen durch Arthur Lydiard vergleichsweise umfangreich und ohne Betonung auf Intervalltraining wie in Deutschland trainiert wurde.

## Ehrungen und Mitgliedschaften
Ihm zu Ehren wurde 1999 vom London-Marathon die Jim Peters Trophy gestiftet, die an den schnellsten britischen Läufer in diesem Rennen geht.
Jim Peters war seit 1959 ein Mitglied im Bund der Freimaurer.